# بنك الإسكان (البحرين)
تأسس بنك الإسكان في عام 1979 بهدف القيام بدور محوري على الصعيد الاجتماعي والتنموي يتمثل في تقديم تمويلات عقارية للمواطنين من ذوي الدخل المتوسط والمحدود، فضلاً عن ممارسة أنشطة التطوير العقاري وإدارة المرافق المجتمعية في إطار أهدافه.
ويعتبر بنك الإسكان المملوك بالكامل لحكومة مملكة البحرين، الشريك الاستراتيجي والمستشار المالي لوزارة الإسكان والتخطيط العمراني، حيث يتعاون البنك ووزارة الإسكان والتخطيط العمراني سوياً لضمان التطوير المستمر لبرامج وحلول مستدامة للسكن الاجتماعي

## المشاريع
- دانات البركة
- دانات اللوزي
- دانات الرفاع
- دانات السيف
- ديرة العيون
- دانات المدينة [1]

## اخر الاخبار
في أغسطس 2023: وافق مجلس الوزراء على زيادة رأس مال بنك الإسكان إلى 250 مليون دينار لتنفيذ خطة البرامج التمويلية الإسكانية الجديدة